# Rue des Trente-Six-Ponts
Pour les articles homonymes, voir Rue des Ponts.
La rue des Trente-Six-Ponts (en occitan : carrièra dels Trenta Sièis Ponts) est une voie de Toulouse, chef-lieu de la région Occitanie, dans le Midi de la France.

## Situation et accès

### Description
La rue des Trente-Six-Ponts est une voie publique. Elle sépare le quartier Saint-Michel à l'ouest et celui du Busca à l'est, tous les deux dans le secteur 5 - Sud-Est.
La chaussée compte une seule voie de circulation automobile en sens unique, des allées Jules-Guesde vers la place du Busca. Elle appartient à une zone 30 et la vitesse y est limitée à 30 km/h. Il n'existe pas de piste, ni de bande cyclable, quoiqu'elle soit à double-sens cyclable.

### Voies rencontrées
La rue des Trente-Six-Ponts rencontre les voies suivantes, dans l'ordre des numéros croissants (« g » indique que la rue se situe à gauche, « d » à droite) :
1. Allées Jules-Guesde
2. Impasse des Trente-Six-Ponts (d)
3. Rue Sainte-Catherine (d)
4. Rue Henri-Joly (g)
5. Rue Puymaurin (g)
6. Rue Saint-Joseph (g)
7. Rue Notre-Dame (d)
8. Place du Busca

### Transports
La rue des Trente-Six-Ponts n'est pas directement desservie par les transports en commun Tisséo. Au nord, elle se trouve cependant à proximité des allées Jules-Guesde, où se trouve la station Palais-de-Justice de la ligne  du métro, et où se trouve également le terminus des lignes   du tramway, ainsi que les arrêts du Linéo L4 et du bus 66. Au sud, la place du Busca est quant à elle traversée par la ligne de bus 44.
Plusieurs stations de vélos en libre-service VélôToulouse se trouvent dans les rues voisines : les stations no 68 (1 bis allées Jules-Guesde) et no 118 (2 place du Busca).

## Odonymie
La rue était d'abord connue comme la rue du Sauzat. Elle devait ce nom, qui se rencontre dès le XVIe siècle (carraria Sauzati en latin médiéval), au ruisseau du Sauzat. La rue prit finalement le nom des Trente-Six-Ponts, probablement de façon proverbiale à cause du grand nombre de pontons qui avaient été jetés sur son cours pour le franchir. En 1794, pendant la Révolution française, la rue fut renommée rue Sacrifice, sans que ce nom subsiste.

## Histoire

### Moyen Âge et période moderne
Au Moyen Âge, et au XIIIe siècle déjà, la rue des Trente-Six-Ponts n'est qu'un chemin rural qui traverse le gardiage de la cité de Toulouse et qui dépend du capitoulat de Saint-Barthélémy. Le chemin est bordé de maisons, particulièrement du côté de la ville. La plus importante des propriétés en est la maison Ferrier, construite dans le troisième quart du XVIe siècle sur un vaste terrain de 6,33 hectares pour Guillaume Ferrier, conseiller du sénéchal (actuel no 49). 
Le chemin suit le cours du Sauzat, un ruisseau qui s'écoule depuis le seuil de Lespinet (emplacement des actuelles avenue de Lespinet, chemin de la Cale, rues du Midi, Léo-Lagrange et des Trente-Six-Ponts) jusqu'aux fossés des remparts de la ville (emplacement des actuelles allées Jules-Guesde). Ses eaux sont grossies par le ruisseau de Miègesolle (ou Mièjesole), qui descend des hauteurs de Pech-David, depuis Pouvourville (emplacement des actuels chemin de Pouvourville, avenue du Professeur-Joseph-Ducuing et chemin des Maraîchers). Progressivement, à partir du XVIe siècle, le cours du Sauzat est canalisé. L'entretien en revient aux riverains, mais il se trouve régulièrement comblé de détritus. En 1618, une ordonnance des capitouls interdit d'y « jeter les balayures et les décombres de leurs maisons ». En 1800, Antoine Darquier de Pellepoix, propriétaire de l'enclos Bénech (actuel no 49), se plaint des inondations qui touchent sa propriété depuis une dizaine d'années à cause du manque d'entretien. 

### Époque contemporaine
Au cours du XIXe siècle, les institutions religieuses se multiplient dans le faubourg Saint-Michel, et particulièrement le long de la rue des Trente-Six-Ponts. En 1840, la baronne de Puymaurin, héritière de l'Enclos Bénech, y accueille l'Institution des sourds-muets de l'abbé Chazottes.

## Patrimoine et lieux d'intérêt

### Cité internationale des chercheurs
L'institut de chimie est créé en 1906 sous l'impulsion de Paul Sabatier, professeur de chimie et doyen de la faculté des sciences. En 1912, il se propose, avec une partie de l'argent du Prix Nobel de chimie qu'il a obtenu en 1910, de construire de nouveaux bâtiments. Le choix se porte sur une vaste parcelle entre la rue des Trente-Six-Ponts (emplacement de l'actuel no 42), la rue Sainte-Catherine (emplacement de l'actuel no 17) et la grande-rue Saint-Michel (actuel no 140). Les travaux sont engagés en 1913, sous la direction de l'architecte de l'université, Joseph Thillet, et le bâtiment est inauguré le 8 mai 1920,. 
En 1953, l'Institut de chimie devient l'École nationale supérieure de chimie de Toulouse (ENSCT). En 1962, les locaux sont agrandis par l'architecte Robert Trilhe. Mais cinq ans plus tard, l'ENSCT quitte le quartier Saint-Michel pour s'installer au cœur du nouveau campus de Rangueil,. Le site de la rue des Trente-Six-Ponts reste occupé par la faculté des sciences, devenue université Toulouse-III en 1969. En 2012, les bâtiments sont devenus vétustes et fermés au public. L'université décide d'y installer une Cité internationale des chercheurs. Le projet consiste à y créer 383 logements pour des étudiants, français ou étrangers, pour quelques jours ou quelques années, mais aussi des espaces de travail partagés. En 2017, les travaux sont engagés : tous les bâtiments sont détruits, alors que seul le bâtiment central, qui abritait le laboratoire de chimie, est conservé,.

### Autres établissements scolaires
- no  8-22 : emplacement du lycée Montalembert. 
L'Institution Saint-Louis-de-Gonzague est fondée en 1920. Elle devient en 1929 le lycée Montalembert, confié aux frères maristes. En 1974, il fusionne avec l'Institut Notre-Dame (actuel no 42 bis)[11]. En 2012, le collège et le lycée s'installent dans le nouveau quartier Montaudran (actuels no 134-136 avenue de Lespinet).

- no  25-29 : Centre d'éducation spécialisée pour dysphasiques et déficients auditifs (CESDDA). 
L'Institution des sourds-muets est fondée en 1826 par l'abbé Louis-Guillaume Chazottes, qui a obtenu le soutien de la municipalité, mais aussi des conseils généraux de la Haute-Garonne et des départements voisins. Elle occupe divers emplacements, avant de s'installer en 1846 dans la maison Ferrier (actuel no 49). En 1863?, l'institution doit s'installer à l'emplacement actuel, où étaient déjà les filles sourdes-muettes. Les bâtiments sont construits en 1864, sous la direction de l'architecte Auguste Delort. L'institution comprend un ensemble conventuel en quadrilatère, avec une chapelle et trois corps de bâtiment autour d'un cloître muni de galeries. En 1968, l'institution devient le Centre d'éducation spécialisée pour déficients auditifs (CESDA), devenu en 2010 le Centre d'éducation spécialisée pour dysphasiques et déficients auditifs (CESDDA)[12].

- no  42 bis : école Montalembert. 
Les bâtiments sont au début du XIXe siècle par un couvent de carmélites. Après leur départ, les bâtiments sont occupés par l'institution des Dames Lafont, fondée en 1830, qui se consacre à l'éducation des jeunes filles. En 1974, l'Institut Lafont-Notre-Dame, devenue mixte, fusionne avec l'école Montalembert (emplacement de l'actuel no 16 bis)[13].

### Autres immeubles
- no  34-36 : emplacement de la caserne Pelet ; Institut national de la statistique et des études économiques (INSEE). 
La caserne Pelet, construite au XIXe siècle, abrite le 3e bataillon et l'état-major du 83e régiment d'infanterie, stationné entre Saint-Gaudens et Toulouse. Pendant la Première Guerre mondiale, la caserne sert de prison militaire, puis elle utilisée par les ateliers de confection de vêtements pour homme et de fournitures militaires de l'entreprise Gendron et Cie, ainsi que des Tricotages de l'Ariège. La caserne est finalement démolie, tandis que les architectes Robert Trilhe et Serge Balansa élèvent entre 1974 et 1978 le bâtiment de la direction régionale de l'INSEE[14].

- no  47 : couvent de la Présentation de Notre-Dame ; Foyer la Présentation de Marie. 
En 1856, la congrégation castraise des Sœurs de la Présentation de Notre-Dame s'installe à Toulouse, grâce au soutien de l'archevêque Jean-Marie Mioland, avec pour mission l'éducation des jeunes filles. Les bâtiments du couvent sont peu à peu élevés sur les plans de l'architecte Auguste Delort[15].

- no  49 (garage), entrée principale au 2, rue Joly, dont elle forme l'angle: maison Ferrier ou enclos Bénech, .
Une maison est construite, entre 1550 et 1571, pour Guillaume Ferrier, conseiller du sénéchal, sur un vaste terrain de 6,33 hectares, limité par la rue des Trente-Six-Ponts, la rue Joly, la rue Alfred-Duméril et l'avenue François-Frizac. Elle se transmet dans la même famille jusqu'à Gabriel Ferrier, qui la fait peut-être remanier ou rebâtir au milieu du XVIIe siècle. La maison et le domaine sont acquis, vers 1680, par Mathieu Bénech, premier maître du moulin à poudre, avant d'être achetés en 1739 par Jean-Pierre Darquier, seigneur de Beaumont-de-Lomagne et receveur des tailles de l'élection de Lomagne, qui a son hôtel particulier dans une rue voisine (actuel no 8 rue Antoine-Darquier). Au milieu du XVIIIe siècle, l'« enclos Bénech » devient la résidence de campagne d'Antoine Darquier, receveur général du clergé et astronome réputé. En 1802, à la mort d'Antoine Darquier, le domaine passe à sa nièce, Justine de Marcassus, qui le vend en 1826 à son neveu Aimé de Marcassus de Puymaurin[N 2], directeur de la Monnaie royale. À sa mort, en 1840, la baronne de Puymaurin hérite de l'Enclos Bénech, qui abrite depuis plusieurs années l'Institution des sourds-muets de l'abbé Chazottes. Entre 1855 et 1863, le domaine de l'enclos Bénech est progressivement loti et vendu. En 1863, la maison est vendue. Elle abritait jusqu'aux année 1970 un atelier de menuiserie.